# Crestline
Crestline (o Crestine) è il chipset della Intel che, abbinato al processore mobile Core 2 Duo Merom arrivato a settembre 2006, va a costituire le piattaforme Centrino Pro e Centrino Duo Santa Rosa a partire dal 5 aprile 2007, evoluzione della piattaforma Napa.
Con il nome in codice Crestline viene indicata in realtà la variante i965GM del chipset per desktop i965 presentato nel corso del 2006 e conosciuto a sua volta con un nome in codice. Broadwater.
Dato che la piattaforma Santa Rosa è succeduta alla piattaforma Napa, Crestline è il successore del chipset Calistoga alla base proprio di Napa.

## Caratteristiche tecniche
Essendo una variante dell'i965 specificatamente progettata per l'utilizzo in sistemi portatili, le caratteristiche di Crestline riprendono in buona parte quelle del "fratello maggiore", sebbene in alcuni casi queste siano state leggermente limitate data l'inutilità di integrare alcune caratteristiche avanzate in un sistema portatile. Limitando tale supporto però, è stato possibile inserire altre tecnologie specificatamente pensate per l'ambito mobile che contribuiscono a migliorare soprattutto il consumo energetico dell'intera piattaforma.
A differenza della versione principale per i desktop, che deve fornire supporto ad un elevato numero di CPU dal Pentium 4 Prescott al Core 2 Duo Conroe, Crestline è stato progettato specificatamente per supportare al meglio il processore alla base della sua piattaforma, vale a dire il Core 2 Duo Merom, il primo processore in ambito mobile, ad essere basato sulla nuova architettura Intel Core.
A differenza del modello principale, la memoria RAM viene supportata in quantitativo massimo di 4 GB di DDR2 in configurazione dual channel, mentre lo standard è lo stesso, DDR2-800. Dato che Merom è anche il primo processore mobile di Intel a supportare le istruzioni EM64T per l'elaborazione di codice a 64 bit, Crestline garantisce anche questo supporto. Per quanto riguarda il BUS invece, esso è aumentato rispetto al predecessore Calistoga, arrivando a 800 MHz, ma rimane comunque più basso di quello a 1066 MHz offerto dall'i965 Broadwater. L'interfaccia di connessione con la scheda video, invece, è la stessa, ovvero quella PCI Express x16, mentre rimane libero il supporto per altre 6 linee PCI Express che possono venire utilizzate dai produttori di Notebook a propria discrezione.
Nella versione pensata per la nuova piattaforma Centrino Pro, dedicata al settore professionale, è disponibile anche il supporto della tecnologia iAMT per la gestione remota.
Anche per quanto riguarda il southbridge, sono state introdotte alcune novità: rispetto a quanto fatto con il precedente chipset Calistoga, Crestline integra l'ICH8-M (variante mobile dell'ICH8 integrato nell'i965 Broadwater) il quale offre fino a 10 porte USB 2.0. Così come per il predecessore, Calistoga, il supporto allo standard PATA è limitato ad un unico canale di tipo UltraATA 100 con supporto RAID alle modalità "0", "1", e Intel Matrix (il modello principale offre anche le modalità "5" e "10"). Dal punto di vista dell'interfaccia SATA invece, il nuovo chipset supporta lo standard SATA 2.5 che prevede fino a 3 porte di tipo SATA-300. L'i965 Broadwater supporta invece fino a 6 porte interne e aggiunge anche quello per quelle esterne eSATA (non supportate da Crestline).
Lo standard audio integrato è rimasto l'ormai collaudato "High Definition Audio", chiamato da Intel con il nome in codice Azalia. La qualità è infatti nettamente migliore rispetto a quella dello standard AC '97 e quindi anche un sistema con audio integrato può svolgere le funzioni di un impianto home theater. Per quanto riguarda la scheda di rete, per la prima volta in un sistema Intel, essa non è più fornita esclusivamente attraverso lo standard PCI Express, ma è stato integrato un controller Ethernet Gigabit.
La comunicazione tra Northbridge e southbridge è la cosiddetta Direct Media Interface da ben 2 GB/s, ereditata anch'essa dall'i965 Broadwater.
Infine è presente anche il modulo Wi-Fi Kedron (in precedenza conosciuto anche come "Golan 2") per il supporto agli standard 802.11 a/b/g e 802.11n.

### Caratteristiche specificamente sviluppate per l'ambito mobile
Per la prima volta fa il suo debutto anche una nuova tecnologia, chiamata Virtual Bus Clock, che promette di variare dinamicamente la frequenza e la tensione elettrica del bus in modo da contribuire, insieme alla tecnologia SpeedStep integrata nel processore, di ridurre automaticamente i consumi quando non viene richiesta la piena potenza del sistema. Si tratta proprio di una tecnologia analoga a quella SpeedStep, che però agisce sul BUS della scheda madre invece che sul clock della CPU.

### Sottocomparto grafico
Dal punto di vista del sotto-comparto grafico, Crestline eredita dall'i965 Broadwater, il chip grafico GMA X3000 (successore del GMA950 integrato nel chipset precedente Calistoga del quale dovrebbe essere più veloce di circa il 50%) funzionante a 500 MHz (nella versione principale funziona a 667 MHz), capace di supportare le OpenGL 1.5, DirectX 9 e l'interfaccia Aero Glass di Windows Vista; era previsto inizialmente il supporto alle DirectX 10 e OpenGL 2.0 ma problematiche non meglio definite hanno limitato i supporti finali.
La principale novità introdotta con questo chip è stata l'architettura a 8 shader unificati (e non separati in pixel shader e vertex shader) con supporto allo Shader Model 4.0.
La memoria utilizzabile dal comparto grafico, condivisa con il resto del sistema, è di 256 MB gestita in maniera dinamica dalla tecnologia Dynamic Video Memory in base alle esigenze. Grazie alla tecnologia Clear Video di Intel è possibile anche la riproduzione di video in alta definizione; si tratta di una tecnologia che prevede l'impiego di algoritmi per incrementare la qualità d'immagine, similmente a quanto avviene con le tecnologie PureVideo di Nvidia e AVIVO di ATI Technologies. In aggiunta è possibile la decodifica in hardware del formato H.264. La risoluzione massima supportata si spinge fino a 2048x1536 pixel.
Il consumo di questo chipset dovrebbe essere di 13,8 W con un voltaggio di 1,05 V.

## Aumenta l'autonomia dei portatili
Sembra che l'attenzione del pubblico per i sistemi portatili sia ormai rivolta più all'autonomia di esercizio che alle pure prestazioni; per questo motivo Intel ha introdotto in Santa Rosa, e più precisamente nel suo chipset, ben 4 nuove tecnologie volte a massimizzare il risparmio energetico, risparmio che per il momento è quantificato in circa 1,5 W. Di seguito il dettaglio dei 4 interventi:
- D²PO: grazie a questa tecnologia, viene eseguita un'analisi in tempo reale di quello che viene riprodotto sullo schermo. Nel caso in cui vengano individuate immagini in movimento, il pannello viene utilizzato alle sue massime prestazioni, vale a dire creando un'immagine a 60 Hz progressivi mentre, nel caso in cui si passi alla visualizzazione di immagini statiche (come ad esempio in ambito Office), lo schermo viene automaticamente regolato a 60 Hz interlacciati. Grazie a questa tecnologia Intel conta di diminuire i consumi di circa 200 mW / 400 mW.
- Display P-States technology: si tratta di una tecnologia complementare alla precedente, sempre basata sull'analisi di quanto viene visualizzato a monitor. Sfruttando sempre la modalità progressiva, viene introdotta la possibilità di variare anche la frequenza di aggiornamento (Refresh) dello schermo che può scendere dai 60 Hz originali fino a 50 Hz o 40 Hz allo scopo di risparmiare altri 200 mW / 300 mW.
- Display Power Saving Technology (DPST) 3.0: grazie a questa tecnologia Intel conta di diminuire il consumo dello schermo di ben 25% eseguendo una variazione automatica dei parametri relativi a luminosità e contrasto: quando il notebook passa dalla condizione di alimentazione da rete fissa a quella da batteria il chipset riduce la luminosità ed aumenta il contrasto in base a impostazioni predefinite scelte da Intel. In termini quantitativi il consumo dovrebbe ridursi di circa 400 mW / 700 mW.
- Auto Connect Battery Saver (ACBS): in questo caso l'intervento è rivolto all'interfaccia di rete; nel caso in cui il portatile risulti scollegato da una rete, il sistema provvede a spegnere fisicamente il chip di controllo della rete LAN. Quest'ultima tecnologia consente di risparmiare altri 101 mW.

## Il successore
Crestline, ovvero l'i965GM, verrà seguito nel secondo trimestre 2008, dal chipset Cantiga che sarà alla base delle future piattaforme Centrino Pro e Centrino Duo Montevina.
Così come Crestline è praticamente la versione mobile dell'i965 Broadwater, molto probabilmente, Cantiga sarà la versione mobile del chipset desktop Bearlake presentato da Intel a metà 2007; a conferma di questo fatto, si sa già che Cantiga implementerà il southbridge ICH9-M, variante mobile dell'ICH9 integrato in Bearlake.